# Łososkowice
Łososkowice – wieś w Polsce położona w województwie małopolskim, w powiecie krakowskim, w gminie Kocmyrzów-Luborzyca.
Integralna część miejscowości: Zalipie.
We wsi funkcjonuje remiza Ochotniczej Straży Pożarnej oraz Koło Gospodyń Wiejskich.
Miejscowość znajduje się na odnowionej trasie Małopolskiej Drogi św. Jakuba z Sandomierza do Szczyrku, która to jest odzwierciedleniem dawnej średniowiecznej drogi do Santiago de Compostela.

## Historia
Łososkowice po raz pierwszy wzmiankowane były w 1266 w dokumencie wydanym przez Bolesława Wstydliwego, stanowiącym dowód sprzedaży części wsi Kapitule Krakowskiej przez rycerza Sławomira. W 1277 na własność kapituły przeszła pozostała część Łososkowic, które stały się dzięki temu wsią duchowną.
W 1474 dzierżawcą miejscowości pozostawał Stanisławow Świradzki. Zgodnie z wydanym mu wówczas przez Kapitułę dokumentem, we wsi znajdował się dobrze utrzymany dwór z budynkami gospodarczymi oraz należącymi do niego ziemiami folwarcznymi, które składały się z trzech części. Ponadto zlokalizowana była tu karczma oraz młyn. Utrzymywano dwie sadzawki rybne.
W latach 30. XVI wieku dzierżawcę wsi stanowił Mikołaj Zamośćski. Wieś podupadła, karczma nie prowadziła już działalności, a budynki zamieszkałe przez ludność były stare i zniszczone.
W końcu XVI wieku Łososkowice stanowiły wieś dóbr prestymonialnych kapituły katedralnej krakowskiej w powiecie proszowickim województwa krakowskiego.
W 1795 w wyniku III rozbioru Polski Łososkowice stały się częścią Monarchii Habsburgów i weszły w skład prowincji Nowa Galicja. W 1815 zostały włączone do Królestwa Polskiego, a miejscowy majątek przeszedł na własność państwa, na skutek czego miejscowość stała się wsią rządową. W 1827 Łososkowice liczyły 102 mieszkańców, znajdowało się tu wtedy 15 domów mieszkalnych.
Po utworzeniu w 1918 II Rzeczypospolitej wieś stała się częścią gminy Niedźwiedź w powiecie miechowskim. W 1925 na Łososkowice składało się 25 domów, w których mieszkało 146 osób, wszyscy wyznania rzymskokatolickiego.
W 1950 we wsi została uruchomiona Szkoła Podstawowa im. Marii Konopnickiej. Budowa jej gmachu (Łososkowice 34) miała miejsce we współudziale tutejszych mieszkańców. W 1958 w miejscowości założona została jednostka Ochotniczej Straży Pożarnej.
W latach 1975–1998 miejscowość administracyjnie należała do województwa krakowskiego.
1973–1976 w gminie Niegardów, 1976–1977 w gminie Koniusza. 1 kwietnia 1977 wieś weszła w skład gminy Kocmyrzów-Luborzyca.
W 2004 do Szkoły Podstawowej w Łososkowicach uczęszczało 65 uczniów, natomiast do 2011 liczba ta spadła do 37. W lutym 2016 przez Radę Gminy przyjęta została uchwała o likwidacji placówki, wobec czego przystąpiono do jej wygaszania. Szkoła zakończyła funkcjonowanie w 2021. Miejscowi uczniowie uczęszczają do Szkoły Podstawowej im. Tadeusza Kościuszki w Goszycach.
Według stanu na 31 grudnia 2017 w Łososkowicach zameldowanych na pobyt stały i czasowy było 185 osób, natomiast na koniec grudnia 2023 liczba ta wzrosła do 188.

## Religia
Wieś w strukturach kościoła rzymskokatolickiego należała początkowo do parafii Świętych Apostołów Piotra i Pawła w Koniuszy. W XIV wieku weszła w skład nowo powołanej parafii Wniebowzięcia Najświętszej Maryi Panny w Biórkowie Wielkim. Na mocy bulli papieża Piusa XI z 1925 włączającej biórkowską parafię do diecezji krakowskiej, Łososkowice oraz Skrzeszowice zostały od niej odcięte i przyłączone do parafii w Koniuszy, pozostającej częścią diecezji kieleckiej. Dzięki staraniom mieszkańców i proboszcza ks. Franciszka Kwietnia miejscowości te powróciły pod administrację parafii w Biórkowie Wielkim w 1926.

## Komunikacja
Do Łososkowic kursuje linia aglomeracyjna nr 202 Miejskiego Przedsiębiorstwa Komunikacyjnego w Krakowie na trasie Czyżyny Dworzec – Łososkowice Remiza.